# Эспадас, Хуан
Хуан Эспа́дас Се́хас (исп. Juan Espadas Cejas; род. 1966) — государственный и политический деятель Испании. Член Испанской социалистической рабочей партии, с 2015 года является мэром Севильи.

## Биография
Родился 30 сентября 1966 года в Севилье. В возрасте 22 лет окончил Севильский университет, обучался на кафедре юриспруденции. Затем получил степень в области управления бизнесом в Институте Сан-Тельмо.
С 2008 по 2010 год занимал должность министра жилищного строительства и планирования Андалусии, а с 2010 по 2013 год работал сенатором от Испанской социалистической рабочей партии в правительстве Андалусии. С 13 июня 2015 года занимает должность мэра Севильи. Хуан Эспадас женат и имеет двоих детей.